# 77185 Черрі
77185 Черриг (77185 Cherryh) — астероїд головного поясу, відкритий 20 березня 2001 року.
Тіссеранів параметр щодо Юпітера — 3,391.
Названий на честь письменниці-фантастки Керолайн Черрі.